# Dacrydium (dier)
Dacrydium is een geslacht van mosselen uit de familie Mytilidae.

## Soorten
Het geslacht omvat de volgende soorten:
- Dacrydium elegantulum
- Dacrydium ockelmanni
- Dacrydium pacificum
- Dacrydium vitreum

Modiolus:
adriaticus · 
barbatus · 
modiolus · 
Musculus:
costulatus · 
discors · 
niger · 
subpictus

Mytilaster:
lineatus · 
minimus · 
Mytilus: 
†antiquorum · 
edulis · 
galloprovincialis · 
trossulus

Overig: 
†Arcoperna sericea · 
Crenella decussata · 
Dacrydium · 
Modiolula phaseolina · 
Perna woodi · 
†Rhomboidella prideauxi